# Orquídeas
Orquídeas è il quarto album in studio della cantante statunitense Kali Uchis, pubblicato nel 2024.

## Tracce
1. ¿Cómo Así? – 2:49
2. Me Pongo Loca – 2:57
3. Igual que un Ángel (with Peso Pluma) – 4:20
4. Pensamientos Intrusivos – 3:12
5. Diosa – 2:36
6. Te Mata – 3:52
7. Perdiste – 2:24
8. Young Rich & in Love – 3:18
9. Tu Corazón Es Mío... – 2:45
10. Muñekita (with El Alfa and JT) – 3:39
11. Labios Mordidos (with Karol G) – 3:15
12. No Hay Ley Parte 2 (with Rauw Alejandro) – 3:08
13. Heladito – 2:24
14. Dame Beso / Muévete – 3:35